# Plan Turquino

## Plan Turquino Manatí
- Institución con sede en Cuba.
- Desarrollo de la Montaña.
- Fundación:2 de junio de 1987.
- País: Cuba
- Dirección:Zona montañosa de Cuba.

Plan Turquino. Programa de desarrollo fundado por el Consejo de Estado de Cuba el 2 de junio de 1987 con el propósito de lograr un desarrollo integral y sostenible de las zonas montañosas y de difícil acceso del país, conjugando 
armónicamente los requerimientos productivos con el desarrollo social, la 
conservación de la naturaleza, y el fortalecimiento de la defensa del país, e 
integrando en sus acciones a los organismos e instituciones involucrados en ese 
proceso.

## Surgimiento
A finales de la década de 1980, el Estado Cubano puso en marcha el Programa de 
Desarrollo de la Montaña, conocido como "Plan Turquino", en alusión a la 
elevación más alta del país, concebido para darle prioridad a los 
esfuerzos que se venían realizando desde el Triunfo de la Revolución Cubana por 
el desarrollo económico, político y medioambiental de los territorios de montaña. Más adelante se agregó el término "Manatí".

## Superficie que abarca
Las zonas montañosas de Cuba constituyen el 18 % de la superficie del país, con 
un total de 678 207 hab, equivalente a un 6 % de la población total,
con tendencia estable y una pequeña disminución en períodos específicos, según 
cálculos especializados de la Oficina Nacional de Estadísticas (ONE). 
Geográficamente se divide en 4 macizos montañosos: Guaniguanico, en la provincia de Pinar del Río; Guamuhaya, en las provincias de Villa Clara, Cienfuegos y Sancti Spíritus antigua región Escambray; Sierra Maestra, que incluye las provincias de Granma, Santiago de Cuba y Guantánamo; y el Macizo Nipe-Sagua-Baracoa, de las provincias de Holguín Sierra Cristal y Guantánamo. Abarcando en total 49 municipios de 8 provincias. Comprende 977 asentamientos poblacionales. Su densidad de población es de aproximadamente 77 habitantes por kilómetro cuadrado desigualmente distribuidos. 
El 80,9 % de la población de las zonas que abarca el Plan se localiza en las 
provincias orientales, y es la provincia de Guantánamo, con 207 852 hab, la de 
mayor por ciento de pobladores en estas zonas, con un 30,6 %.

## Áreas protegidas y Parques Nacionales
En las regiones de interés también se encuentran extensas áreas que, por sus valores patrimoniales naturales, elevado endemismo florístico y rica fauna, han sido declaradas parques nacionales o reservas naturales. La población lugareña está siendo concientizada y educada en el cuidado y protección de estos valores.
Algunas de estas áreas son:
- Parque Nacional Alejandro de Humbolt, que cubre una extensa región entre los municipios de Moa, Baracoa, Imías y otros territorios del NorEste de la provincia de Guantánamo.
- Parque Nacional La Mensura en las elevaciones de Nipe y meseta de Pinares de Mayarí
- Parque Nacional Sierra Maestra en la región Sur del Oriente cubano. Donde se encuentra el pico que da nombre al plan de desarrollo "Turquino"

## Beneficios Sociales
El Programa de Desarrollo Integral de la Montaña Plan Turquino, incluye, no solo el 18 % de la zona montañosa del país, también forma parte una zona, que por sus características geográficas, antecedentes históricos y como objetivo estratégico para la defensa del país, se han incluido, y tal es el caso del municipio Ciénaga de Zapata en la provincia de Matanzas. Así suman 9 las provincias con este Plan: Pinar del Río, Matanzas, Villa Clara, Cienfuegos, Sancti Spíritus, Holguín, Granma, Santiago de Cuba y Guantánamo, comprendido en 50 municipios, algunos de forma total y otros de forma parcial.
En la actualidad el Plan Turquino Manatí beneficia a unas 700 mil personas distribuidas en los territorios de las 10 provincias cubanas con relieve montañoso. Las regiones montañosas, al igual que todo el país, recibieron el impacto del período especial, pero tuvo en estos lugares mayor rigor y diferentes grados de expresión en los distintos macizos montañosos, de acuerdo con el desigual desarrollo de las regiones, el retraso relativo en los programas sociales, y la capacidad de adaptación al cambio tecnológico que implicó la escasez de recursos. 
A partir de la experiencia acumulada en más de 10 años de existencia de este 
programa, en 1998, se consideró la necesidad de estudiar y elaborar un Reenfoque Estratégico Integral de la Montaña, ajustado a la realidad y posibilidades existentes. El resultado de este análisis permitió elaborar, en 1999, un documento con 260 medidas en las que se concretan los objetivos de trabajo anuales para el desarrollo de estas zonas. 
Un aspecto fundamental del Plan ha sido el desarrollo social y cultural, la 
elevación de las condiciones de vida de los pobladores de la montaña y el 
fortalecimiento del sistema de asentamientos humanos de estos territorios como 
vía para consolidar el logro de las metas económicas y ambientales del programa. 

## Doctrina de defensa
El plan de desarrollo es reconocido, además, por su papel en la defensa del país, pues las montañas constituyen un baluarte fundamental y responde a la estrategia y doctrina de defensa denominada en Cuba Guerra de Todo el Pueblo que parte de los principios fundamentales de que la isla consigue repeler una agresión militar foránea, no solo mediante la fuerza del ejército regular (FAR), sino con la participación voluntaria de cada uno de los cubanos. Esta doctrina presta interés en la atención a estas regiones en tiempos de paz creando y manteniendo activa una infraestructura (vial, puentes, servicios, electricidad, agua, producción de alimentos, etc) capaz de mantener la vitalidad de esas zonas incidiendo favorablemente en la permanencia de los lugareños y reduciendo la emigración a las ciudades.